# Chiesa di Santa Maria delle Grazie (Lodi)
La chiesa di Santa Maria delle Grazie, nota anche come santuario della Beata Vergine delle Grazie, è un edificio sacro di Lodi.

## Storia
Il tempio è collocato nelle immediate vicinanze dei resti del castello di Federico II, nel luogo in cui sorgeva l'oratorio di San Pietro in Borgo, la cui esistenza è attestata dal 1476. Nel 1599 il vescovo Ludovico Taverna fece edificare sulla medesima area un nuovo luogo di culto, affidato ai padri minimi di san Francesco di Paola, che fu poi demolito nel 1655 in seguito allo sviluppo urbanistico della città; tuttavia, la venerazione popolare nei confronti di un'immagine sacra della Vergine, custodita in quel luogo e ritenuta miracolosa, sollecitò la costruzione di una nuova chiesa. I lavori ebbero inizio nel 1669 e terminarono nel 1743; l'edificio, intitolato a santa Maria delle Grazie, venne consacrato già nel 1674. La facciata, progettata dall'architetto Antonio Terzaghi, rimase incompiuta sino al 1954, anno in cui venne portata a termine sul modello di quella della chiesa di San Filippo.

## Architettura e arte

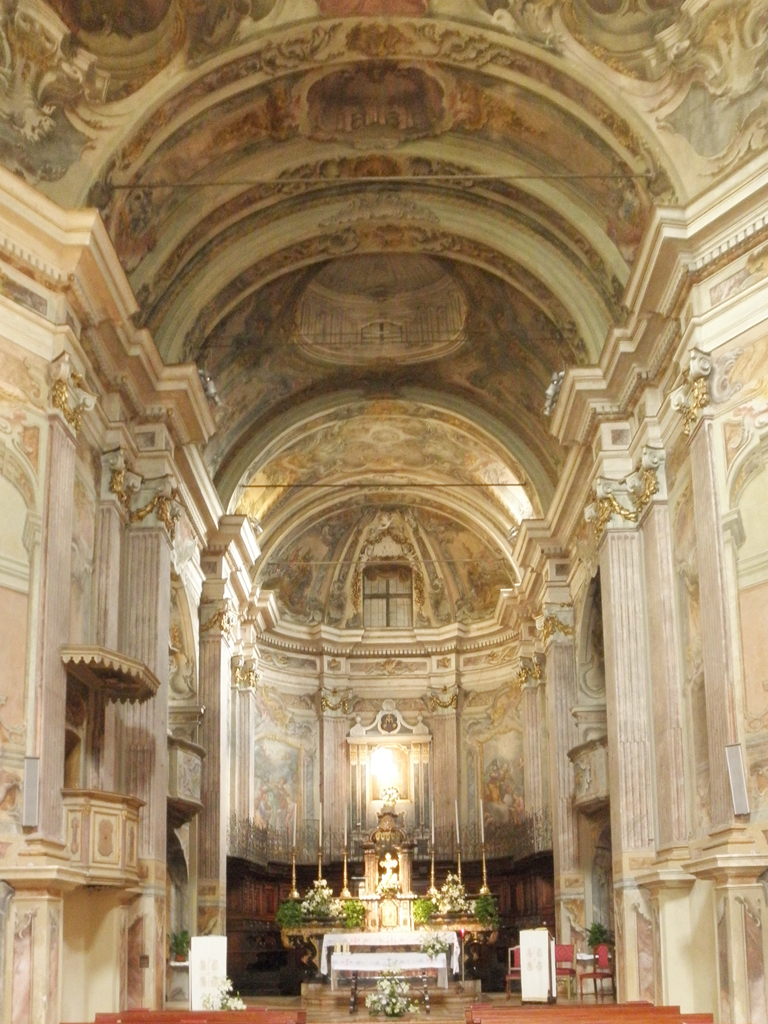
L'interno

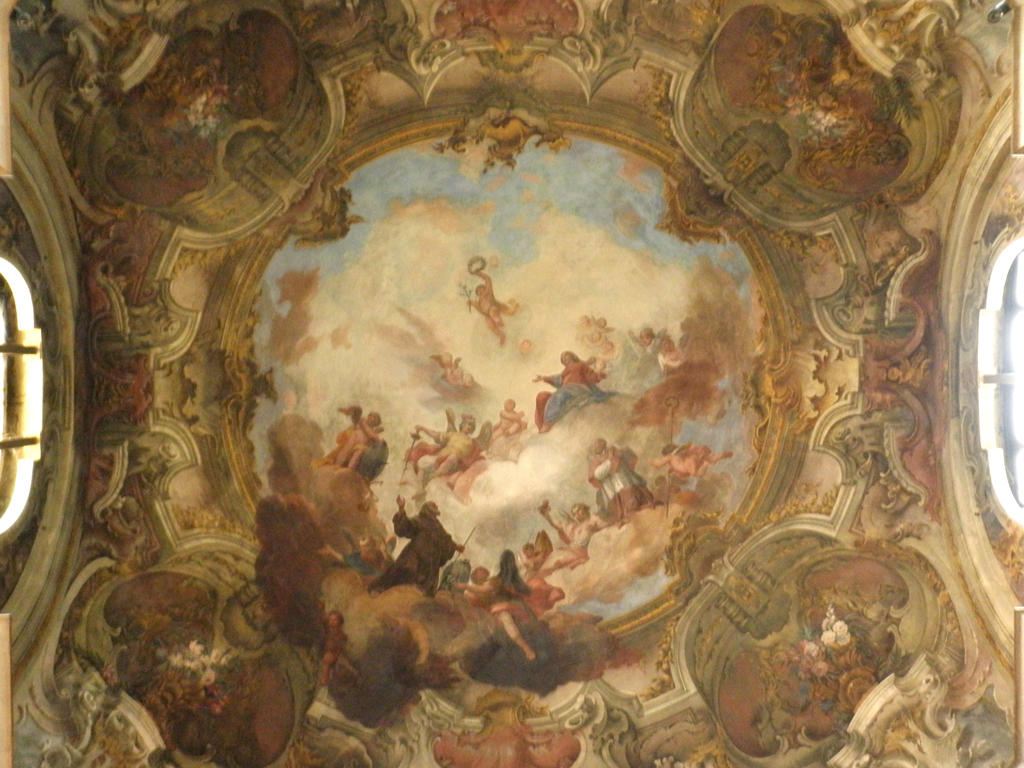
Affresco sul soffitto

L'interno, a croce greca e a navata unica, è completamente decorato da affreschi, tele e stucchi: nel presbiterio, in particolare, si trovano i deliziosi affreschi con le Storie della Vergine dipinte dall'artista valtellinese Parravicino (o Parravicini) detto il Gianolo.
Una cappella laterale, accessibile dalla tribuna di destra, accoglie il monumento funebre di Maria Cosway, intima amica del presidente degli Stati Uniti Thomas Jefferson e benefattrice della città di Lodi dove fondò un collegio femminile. Il sepolcro neoclassico di marmo bianco fu realizzato nel 1839 da Gaetano Manfredini.